# Staphylinochrous holotherma
Staphylinochrous holotherma és una espècie de lepidòpter zigenoïdeu de la família dels himantoptèrids (Himantopteridae), subfamília Anomoeotinae.
És endèmica de Kenya.